# Tortella platyphylla
Tortella platyphylla là một loài rêu trong họ Pottiaceae. Loài này được Broth. ex Iisiba mô tả khoa học đầu tiên năm 1929.